# Boris Vasilyev
Boris Lvovich Vasilyev (Tiếng Nga: Борис Львович Васильев; 21 tháng 5 năm 1924 – 11 tháng 3 năm 2013) là một nhà văn, nhà biên kịch người Liên Xô và người Nga. Ông được coi là đại diện cuối cùng của nhóm văn xuôi trung quý (лейтенантская проза), một nhóm những cựu sĩ quan cấp thấp trong quân đội Liên Xô đã chuyển những trải nghiệm đầy thương đau của họ trong Chiến tranh thế giới II thành văn xuôi. 

## Tiểu sử
Boris Vasilyev sinh ra trong một gia đình quý tộc Nga. Cha của Vasilyev, ông Lev Aleksandrovich Vasilyev (1892—1968), xuất thân là sĩ quan quân đội, phục vụ trong Quân đội Đế quốc Nga và tham gia Thế chiến I với hàm trung úy (Poruchik) sau đó gia nhập Hồng quân. Mẹ Vasilyev, bà Yelena Nikolayevna Alekseyeva (1892—1978), là hậu duệ của dòng họ quý tộc lâu đời Alekseyev có gốc gác từ tận thế kỷ 15. Cha của bà Yelena Nikolayevna  là một trong những người sáng lập ra tổ chức Giới Tchaikovsky (Чайковцы).
Năm 1941, Boris Vasilyev tình nguyện ra tiền tuyến và gia nhập một tiểu đoàn tiêu diệt (истребители). Ông chiến đấu trong Sư đoàn tấn công đường không cận vệ số 3 cho tới năm 1943 rồi giải ngũ vì bị thương trong chiến đấu. Sau khi sự nghiệp phục vụ trong Thế chiến II kết thúc, Vasilyev ghi danh vào Học viện Thiết giáp Malinovsky.
Tác phẩm của ông, tiểu thuyết ngắn Bình minh nơi đây yên tĩnh, rất thành công dưới thời Liên Xô, bán được 1,8 triệu bản chỉ trong vòng một năm kể từ khi xuất bản năm 1969. Tác phẩm được chuyển thể thành kịch và phim. Ngoài ra còn có một vở opera do Kiril Molchanov xây dựng và một bộ phim truyền hình do Trung Quốc thực hiện dựa theo tác phẩm này. 
Bình minh nơi đây yên tĩnh là truyện đầu tiên trong số những tác phẩm Vasilyev viết về chủ nghĩa ái quốc tình cảm lấy chủ đề nữ anh hùng trong Thế chiến II ("Không còn trong danh sách hoạt động", 1974; "Ngày mai là chiến tranh", 1984). Tác phẩm này đã giúp Vasilyev gặt hái danh tiếng tại Liên Xô, Trung Quốc và các quốc gia cộng sản khác. Một số tác phẩm của ông cung cấp hình ảnh cuộc sống khắc nghiệt ở Nga dưới thời Stalin.
Tiểu thuyết ngắn Đừng bắn chim thiên nga trắng (1973), một cột mốc trong dòng văn học hư cấu về môi trường viết bằng tiếng Nga, được nhận xét là [đã bóc trần sự] "tàn phá những tạo vật xinh đẹp và khai thác tự nhiên vì mục đích cá nhân một cách ngu xuẩn". Tác phẩm này đã được chuyển thành thể thành phim Liên Xô vào năm 1980. 
Vasilyev được trao tặng Giải thưởng cấp quốc gia của Liên Xô vào năm 1975, ông cũng là thành viên ban giám khảo tại Liên hoan Phim quốc tế Berlin lần thứ 39. Năm 1989, Vasilyev rời khỏi Đảng Cộng Sản, nhưng chẳng mấy chốc ông vỡ mộng với Perestroika. Tháng Mười năm 1993, ông tham gia ký tên cho Lá thư Bốn mươi hai. Về cuối đời, Vasilyev dành sự chú ý vào mảng văn học hư cấu lịch sử dựa trên những sự việc ghi trong biên niên sử Nga thời trung cổ. 
Vasilyev qua đời ngày 11 tháng Ba năm 2013. Trước đó, cũng trong năm 2013, vợ ông và người con trai nuôi cũng đã qua đời. Ông được chôn cất ở Nghĩa trang Vagankovo gần nơi vợ ông an nghỉ.